# 柴田芽衣
柴田 芽衣（しばた めい、1997年10月9日 - ）は、日本の元女性声優。福岡県出身。81プロデュース所属。

## 略歴
声優になろうと思ったきっかけは、『デュラララ!!』という作品を知って声優という仕事があると認識して。演じてみたいキャラクターとして、ギャグ系の少しおばかなキャラクターをやってみたいとのこと。
2016年、18歳のときに第10回81オーディションで決勝進出者となる。
2018年4月2日より81プロデュース所属。
2025年7月31日、気管支喘息や身の回りの環境の変化を理由に声優業を廃業。

## 人物
方言は北九州弁。
趣味・特技は、歌うこと、お菓子作り。

## 出演
太字はメインキャラクター。

### テレビアニメ
2018年
- 働くお兄さん!（ニワトリのカップル〈♀〉、タンチョウヅル、ヒヨコ、アヒル） - 2シリーズ
- アイカツフレンズ!（2018年 - 2019年、女の子、辺見ヘレン、月野ツカサ、アイドル、中等部1年生 他） - 2シリーズ
- フューチャーカード 神バディファイト（2018年 - 2019年、生徒B、少年、女の子）
- こねこのチー ポンポンらー大旅行（旅猫B）
- はるかなレシーブ（子供）
- 音楽少女（音楽少女ファン）
- つくるのだいすき!ねんDo!くんとなかまたち（かっぱ、赤ちゃん、クマ、子供たち）
- シルバニアファミリー ミニストーリー（2018年 - 2020年、クマの赤ちゃん / ジェイソンくん、ハリネズミちゃん / アビゲールちゃん） - 3シリーズ
- 青春ブタ野郎はバニーガール先輩の夢を見ない（女子学生）

2019年
- 私に天使が舞い降りた!（クラスメイト、マスコット）
- 爆丸バトルプラネット（2019年 - 2020年、チャイナ・リオット、ブローラーA、召使B）
- 荒ぶる季節の乙女どもよ。（幼少期 泉）
- キラキラハッピー★ ひらけ!ここたま（樋口めぐみ）
- ライフル・イズ・ビューティフル（生徒）
- キラッとプリ☆チャン（チャコ〈園児〉）

2020年
- とある科学の超電磁砲T（水泳部、女の子）
- ブレーカーズ（相手チーム選手）
- かぐや様は告らせたい?〜天才たちの恋愛頭脳戦〜（女の子、女生徒たち）
- デカダンス（フェイ）
- ご注文はうさぎですか? BLOOM（女の子）

2021年
- 2.43 清陰高校男子バレー部（女子生徒）
- アイカツプラネット!（ファン）
- EDENS ZERO（2021年 - 2023年、アニー、研究員、ワイズ〈少年〉、オードリー、幼少シュラ 他） - 2シリーズ
- カードファイト!! ヴァンガード overDress（生徒）
- BLUE REFLECTION RAY/澪（少女）
- アイドリッシュセブン Third BEAT!（2021年 - 2022年、女子高生B、女性D） - 2シリーズ
- SELECTION PROJECT（当麻むつみ）
- 見える子ちゃん（持田、小川）

2022年
- 宇宙なんちゃら こてつくん（ぼうや）
- ありふれた職業で世界最強 2nd season（教会教徒）
- ヒーラー・ガール（子供達）
- 舞妓さんちのまかないさん（舞妓）
- このヒーラー、めんどくさい（ゴースト、触手モンスター）
- 妖怪ウォッチ♪（女子高生）
- 陰の実力者になりたくて!（観客）

2023年
- ノケモノたちの夜（子供たち）
- デッドマウント・デスプレイ（少女）
- MIX MEISEI STORY 2ND SEASON 〜二度目の夏、空の向こうへ〜（女生徒）
- 山田くんとLv999の恋をする（女性）
- 聖女の魔力は万能です（メイド）
- キボウノチカラ〜オトナプリキュア'23〜（生徒、小宮）
- 絆のアリル（生徒1）
- アイドルマスター ミリオンライブ！（妹）
- ドッグシグナル（浅沼真芽）

2024年
- 月が導く異世界道中 第二幕（事務員、ゴルゴン妹）
- 怪異と乙女と神隠し（藤代レイネ）
- 2.5次元の誘惑（女子生徒A）
- 名探偵コナン（ウェイトレス）
- BEYBLADE X（女子）
- 合コンに行ったら女がいなかった話
- 歴史に残る悪女になるぞ（女子生徒）
- FAIRY TAIL 100年クエスト（女性店員、侍女、巫女）

2025年
- Re:ゼロから始める異世界生活 3rd season（花嫁）
- プリンセッション・オーケストラ（女の子）
- ブスに花束を。（女生徒）

### 劇場アニメ
- プロメア（2019年）
- 映画ざんねんないきもの事典（2022年、アナグマのこどもたち、タヌキ）

### Webアニメ
- ころころコロニャ（2019年、コロニャ[10]）
- モノのかみさま ここたま（2019年、みこと）
- 爆丸アーマードアライアンス（2020年 - 2021年、チャイナ・リオット、女性賛同者）
- 爆丸エボリューションズ（2022年 - 2023年、チャイナ・リオット）
- ロマンティック・キラー（2022年、モモヒキ、同級生女子）
- 爆丸レジェンズ（2023年、ブンブン）
- Duel Masters LOST 〜追憶の水晶〜（2024年、女性）
- モンポケ ショートアニメ（2025年、デデンネ、ポッチャマ）

### ゲーム
2017年
- リトルウィッチアカデミア 時の魔法と七不思議（アビゲイル）

2018年
- ウイニングハンド（アリス、アガレス）
- 逆転オセロニア（ラマシュトゥ）
- クルセイダーアタック（シーレン、カグツチ 他）
- 帝国戦記（エレミア）

2019年
- ステラービース（エンディ）
- 天華百剣 -斬-（粟田口国吉）
- ガール・カフェ・ガン（管理人7号、ニーズヘッグ）
- 城姫クエスト（山口城）
- ゴシックは魔法乙女〜さっさと契約しなさい!〜（屠竜の瘴死気）
- モンスターストライク（2019年 - 2023年、ユピテル、マカロン、プルーン、モチカ）

2020年
- ディズニー ツイステッドワンダーランド（チェカ）
- タベオウジャ（カリーヌ）
- ファイナルファンタジーVII リメイク

2021年
- グランブルーファンタジー（ユーステスの妹）

2022年
- アリスフィクション（ニーチェ）
- 幻獣契約クリプトラクト（トーマ）

2023年
- タワーオブスカイ（パルカ）
- レスレリアーナのアトリエ 〜忘れられた錬金術と極夜の解放者〜（クーデリア）
- キュービックスターズ（ユピテル）

2024年
- ファイナルファンタジーVII リバース
- Library of Ruina（レニー）

### 吹き替え

#### 映画
- ダンボ（嘆く少年4）

### ドラマCD
- THE IDOLM@STER MILLION THE@TER GENERATION 12 D/Zeal（2018年、店員、観客A）
- THE IDOLM@STER MILLION THE@TER WAVE 06・07・11（2020年、女の子、スタッフ、ルシアン〈アシュリー弟〉） - 3作品

### ボイスコミック
- こっちむいて!みい子（2019年、江口竜平）

### オーディオブック
- 人類は衰退しました 1 - 2（2019年[24] - 2020年、妖精さん 他[25]）
- クズと天使の二周目生活 1 - 2（2019年 - 2021年、神楽屋萌香[26][27]）
- 明日の世界で星は煌めく（2020年、朗読、南戸由貴、ペラ[28]）
- 魔法医師の診療記録（2020年、クリミア・ポーヴァルレ[29]）
- コワモテの巨人くんはフラグだけはたてるんです。（2021年、繭原糸那[30]）
- ふぉーくーるあふたー（2021年、朔良皇月[31]）
- 俺の立ち位置はココじゃない!（2021年、白雪亜衣 他[32]）
- 飽くなき欲の秘蹟（2022年、英惟花 他[33]）
- 剣と魔法の税金対策（2022年、クゥ・ジョ[34]）
- プロペラオペラ 2 - 4（2022年、ユーリ・ハートフィールド[35][36][37]）
- きゃくほんかのセリフ!（2022年、門松佐江 他[37]）
- 負けヒロインが多すぎる!（2023年、小鞠知花[38]）

### インターネットラジオ
- ガールズ ラジオ デイズ（玉笹彩美[39]）

### その他コンテンツ
- あきらめたらそこでゲーム終了ですよ！（2018年、ニコニコ生放送）[40]
- 第48回81LIVESALON『〜声瞬〜81新ジュニア落語会 produce by入船亭扇蔵』（2018年）[41]
- ブレイクッ! おもろップdj（2019年、Eテレ） - カップちゃん[42]
- ガールズラジオデイズ（玉笹彩美[43]）
- 天才てれびくんHello,（2020年、NHK Eテレ） - ベプコ、ベプマル、ミスエンマー、門番 の声
- DVD付 学研まんが NEW日本の歴史（2021年、ドギー[44]）
- ヴィランの言い分『蚊』

## ディスコグラフィ

### キャラクターソング
| 発売日        | 商品名      | 歌                                                                   | 楽曲                   | 備考                          |
| ------------- | ----------- | -------------------------------------------------------------------- | ---------------------- | ----------------------------- |
| 2021年7月21日 | 百華繚乱 参 | 粟田口国吉（柴田芽衣）、乱藤四郎（首藤志奈）、毛利藤四郎（吉田有里） | 「Shy×Shy×Shining!!!」 | ゲーム『天華百剣 -斬-』関連曲 |

### シリーズ一覧
1. ↑  第1期（2018年）、第2期（2018年）
2. ↑  第1期（2018年 - 2019年）、第2期『〜かがやきのジュエル〜』（2019年）
3. ↑  Season2『アイビー』（2018年）、Season3『クローバー』（2019年）、Season4『ピオニー』（2020年）
4. ↑  第1期（2021年）、第2期（2023年）
5. ↑  第1クール（2021年）、第2クール（2022年）

### 初出話一覧
1. ↑  第5話初出
2. ↑  第7話初出
3. 1 2  第6話初出
4. 1 2  第2話初出
5. ↑  第1130話初出
6. ↑  第46話初出
7. ↑  第3話初出
8. ↑  第18話初出
9. ↑  第21話初出
10. ↑  第22話初出
11. ↑  第62話初出
12. ↑  第1話初出